# Paghman
Paghman (paszto/perski: پغمان) – miasto w Afganistanie, w wilajecie Kabul. W 2021 roku liczyło ponad 141 tys. mieszkańców.